# زوس یهودی
زوس یهودی (Jud Süß) فیلمی یهودستیزانه بود که در سال ۱۹۴۰ در آلمان نازی منتشر شد. از بازیگران آن می‌توان به فردیناند ماریان، ورنر کراوس، برنهارد گوتزکه، تئودور لوس، آنت باخ و لوئیس برودی اشاره کرد. این فیلم به دستور جوزف گوبلز رئیس پروپاگاندای آلمان نازی تهیه شد.

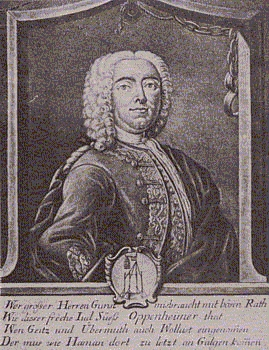
یوزف زوس اوپنهایمر که داستان فیلم از زندگی واقعی او اقتباس شده‌است.

این فیلم احتمالاً یهودستیزانه‌ترین فیلمی است که تاکنون ساخته شده‌است. این فیلم دارای موفقیت زیادی در آلمان نازی بود و بیش از ۲۰ میلیون بیننده داشت. بودجه فیلم حدود ۲ میلیون رایشمارک بود که در آن زمان مبلغ زیادی محسوب می‌شد؛ ولیکن فروش فیلم بیش از ۶٫۵ میلیون رایشمارک بود که فروشی بی‌سابقه بود. هاینریش هیملر به تمامی افراد حزب نازی توصیه می‌کرد که این فیلم را حتماً ببینند.
بعد از جنگ بیشتر بازیگران و تهیه‌کنندگان فیلم به جرم جنایت علیه بشریت به دادگاه برده شدند؛ ولیکن بیشتر آن‌ها اظهار کردند که تنها مجبور به ایفای نقش توسط نازیها شدند و تنها کار بازیگری خود را انجام می‌دادند. کارگردان فیلم فایت هارلان بعد از سه جلسه دادگاه مجازات کمی دریافت کرد و اجازه یافت که در آلمان باقی‌مانده و به فیلم‌سازی ادامه دهد.
این فیلم به همراه روتشیلدها و یهودی ابدی که هر دو در سال ۱۹۴۰ پخش شدند، نمونه‌های مهم فیلم‌های یهودستیزانه در آلمان نازی هستند. در سال ۲۰۱۰ فیلمی دربارهٔ چگونگی تهیه این فیلم ساخته شد.

## داستان فیلم
داستان فیلم از داستان واقعی دوک ورتمبرگ و یوزف زوس اوپنهایمر با تغییرات یهود ستیزانه اقتباس شده‌است. ابتدای فیلم دوک ورتمبرگ را نشان می‌دهد که توسط مردمش دوست داشته می‌شود. او قسم می‌خورد که از قانون اساسی ورتمبرگ حمایت کرده و درستکار و صادق باشد؛ ولیکن دوک وقتی متوجه می‌شود که شورای ورتمبرگ به او منابع مالی لازم را برای داشتن یک اپرا، یک باله، یک بادی گارد و تهیه هدایای گرانبها برای همسرش نمی‌دهد ناراحت می‌شود. او که دارای منابع مالی برای اینکار نیست تصمیم می‌گیرد از یک یهودی (اوپنهایمر) پول قرض بگیرد. او یکی از افراد خود را به محله یهودی می‌فرستد تا با اوپنهایمر مذاکره کند. اوپنهایمر ثروت و طلای زیادی به مأمور دوک نشان داده و می‌گوید که حاضر است مبلغ زیادی به عنوان هدیه در اختیار دوک بگذارد. تنها شرط اوپنهایمر این است که اجازه یابد در اشتوتگارت رفت‌وآمد کند. در آن زمان یهودیان تنها محدود به محله خاصی بوده و اجازه رفت‌وآمد آزاد در ورتمبرگ را نداشتند. دوک که بسیار از فقر خود ناراحت است حاضر به قبول شرایط اوپنهایمر می‌شود. اوپنهایمر ریش خود را تراشیده و ظاهر خود را شبیه به یک اشراف‌زاده مسیحی درست می‌کند و به اشتوتگارت می‌رود. دوک که از هدایای اوپنهایمر بسیار خوشحال است از زندگی خود لذت می‌برد. اوپنهایمر تمام چیزهایی که دوک می‌خواسته برای او فراهم می‌کند. در نهایت دوک متوجه می‌شود که به اوپنهایمر ۳۵۰۰۰۰ تلرز بدهکار است. اوپنهایمر اظهار می‌کند که حاضر است از طلب خود گذشت کند اگر دوک به او اجازه دهد که کنترل راه‌ها را در ورتمبرگ در اختیار گرفته و باجه اخذ عوارض ایجاد کند. او می‌گوید که درصدی از عواید اینکار را به دوک خواهد داد. عوارض جدید باعث می‌شود که قیمت موادغذایی و همه چیز در ورتمبرگ به شدت افزایش یابد. اوپنهایمر با بیرحمی تمام عوارض را از مردم عادی اخذ می‌کند. در ادامه داستان یک آهنگر که حاضر نیست مبلغ زیادی که اوپنهایمر از او می‌خواهد بدهد نیمی از خانه‌اش توسط مأموران دوک به دستور اوپنهایمر خراب می‌شود. آهنگر که تمامی زندگیش را از دست داده در هنگامی که کالسکه اوپنهایمر از برابر او رد می‌شود به او حمله می‌کند و به جرم حمله به مأمور دوک دستگیر می‌شود. اوپنهایمر دوک را متقاعد می‌کند که دستور اعدام او را بدهد و اوپنهایمر او را در برابر تمامی مردم اعدام می‌کند. اوپنهایمر که اکنون وزیر اقتصاد دوک شده‌است او را متقاعد می‌کند که به جای بازپس دهی بدهیش به یهودیان اجازه دهد که به ورتمبرگ بیایند. گله‌ای از یهودیان کثیف به ورتمبرگ سرازیر می‌شوند. حاخام لو که حاخام اوپنهایمر است او را سرزنش می‌کند و به او می‌گوید که این نحوه زندگی سرانجام او را به نابودی می‌کشاند و می‌گوید «خداوند یهودیانی را که فراموش کنند که هستند مجازات می‌کند».
زوس به دختر رئیس شورا علاقه‌مند است و می‌خواهد با او ازدواج کند؛ ولیکن پدر او استورم از زوس متنفر است و می‌گوید که حاضر نیست اینکار را انجام دهد. زوس به او پیشنهاد می‌کند که شورا را منحل کرده و او را یکی از وزرا کند؛ ولیکن استورم این پیشنهاد را رد کرده و او را یک یهودی کثیف می‌داند. زوس او را تهدید می‌کند که در صورت عدم موافقت او را سرنگون خواهد کرد. استورم دختر خود دوروتا را به عقد منشی خود درمی‌آورد. وقتی اوپنهایمر از این داستان خبردار می‌شود علیه استورم توطئه کرده و مدارکی جعل می‌کند که نشان دهد استورم علیه دوک نقشه کشیده‌است. استورم دستگیر می‌شود و منشی او مردم را برای آزادی او تحریک می‌کند. اوپنهایمر منشی او را دستگیر می‌کند و دستور شکنجه وی را می‌دهد. دوروتا دختر استورم به نزد اوپنهایمر رفته و از او طلب می‌کند که به پدر و شوهرش رحم کند. اوپنهایمر شوهر او را در برابر چشمانش شکنجه کرده و به او می‌گوید که باید با او رابطه جنسی برقرار کند تا شوهرش را نکشد. اوپنهایمر به دوروتا تجاوز می‌کند و بعد شوهر او را آزاد می‌کند. دوروتا از شدت ناراحتی به رودخانه رفته و خودکشی می‌کند. مردم از خبردار شدن از این اتفاق به شدت خشمگین شده و به کاخ دوک حمله می‌کنند. اوپنهایمر به همراه دوک به نزد یکی از دوکهای اطراف رفته و تلاش می‌کند که با اعطای پول سربازان آن‌ها را برای جنگ با مردم دوک اجیر کند. مردم یهودیان را از کاخ ورتمبرگ بیرون می‌کنند. استورم به همراه بقیه مردم به دنبال دوک و اوپنهایمر می‌روند. در این زمان دوک از شدت نوشیدن مشروبات الکلی بیمار است. وقتی مردم به نزد او می‌آیند در حین مباحثه با آنان سکته قلبی کرده و می‌میرد. به محض مرگ دوک، اوپنهایمر دستگیر شده و زندانی می‌شود. دادگاه اوپنهایمر را به دلیل فساد و کشتن دوروتی مجرم می‌شناسد و او را به اعدام محکوم می‌کند. اوپنهایمر در دفاع از خود می‌گوید که او تنها دستورهای دوک را اجرا می‌کرده‌است. اوپنهایمر اعدام شده و یهودیان از ورتمبرگ اخراج می‌شوند. استورم در پایان دادگاه او می‌گوید که ورتمبرگ تنها در صورتی از نظر اخلاقی و مالی باقی خواهد ماند که بازماندگان او قانون عدم معاشرت با یهودیان را اجرا کنند.

## بازیگران
- یوزف زوس اوپنهایمر، فردیناند ماریان
- لوی مشاور یوزف، ورنر کراوس
- خاخام لو، ورنر کراوس
- دوک کارل الکساندر، هاینریش جورج
- همسر دوک الکساندر، هیلده فون اشتولز
- دوروتا استورم، کریستینا سودربام
- استورم، اوجین کلاپفر

## پخش فیلم
این فیلم در سال ۱۹۴۰ تولید شد و جوایز زیادی به دست آورد. بر خلاف دیگر فیلمهای ضدیهودی آلمان نازی این فیلم بسیار پرطرفدار بود و در گیشه فروش بسیار خوبی داشت. این فیلم معروفترین و پرطرفدارترین فیلم ساخت آلمان در دوره نازیها بود. بیش از ۲۰ میلیون نفر در آلمان از آن دیدن کردند در زمانی که جمعیت آلمان حدود ۷۰ میلیون نفر بود. این فیلم در مناطقی که آلمان قصد حمله داشت پخش می‌شد. بسیاری از بینندگان بعد از دیدن فیلم به مغازه‌های یهودیان و محله‌های آنان حمله می‌کردند. در سال ۱۹۴۱ نوردیسک تونفیلم سعی داشت این فیلم را در سوئد پخش کند ولیکن این فیلم پخش نشد.

## بعد از جنگ جهانی دوم
بعد از جنگ جهانی دوم این فیلم در آلمان و تمامی دنیای غرب ممنوع شد و بیشتر نسخه‌های آن از بین رفت. هارلان کارگردان فیلم تنها کارگردانی بود که بعد از جنگ به دادگاه کشیده شد. هاینریش جورج و ورنر کراوس به حبس خانگی کشیده شدند. هاینریش جورج توسط نیروهای شوروی کمونیست به اردوگاه کار اجباری برده شد و در آنجا درگذشت. ورنر کراوس تا مدتی ممنوع‌التصویر بود ولیکن بعد از مدتی اجازه یافت دوباره بر پرده ظاهر شود. کریستینا سودربام بعد از جنگ معمولاً توسط بعضی افراد در صحنه آزار داده می‌شد و میوه به سمت او پرتاب می‌شد.

## بقای فیلم
با اینکه به دستور دولت آلمان تمامی نسخه‌های فیلم نابود شده بود و نگاتیو اصلی آن از بین رفته بود چند سال بعد از جنگ نسخه‌هایی از فیلم به صورت قاچاق پیدا شد و به عربی ترجمه شد و در کشورهای مصر و لبنان پخش شد. امروزه پخش این فیلم در آلمان ممنوع است و تنها در صورتی اجازه پخش دارد که همراه با توضیحات نفی کننده فیلم باشد. پخش، توزیع و خرید و فروش آن در آلمان و اتریش ممنوع است. نسخه DVD آن در ایتالیا و فرانسه نیز ممنوع است.
در سال ۲۰۰۸ این فیلم در مجارستان توسط گروه‌های راستگرا پخش شد.

## بررسی

### روایت تاریخی
داستان فیلم از شخصیتهای واقعی دوک کارل الکساندر و یوزف زوس اوپنهایمر اقتباس شده‌است. فیلم ادعا دارد که تمامی قسمتهای آن بر پایه واقعیت است. در نسخه واقعی این داستان، اوپنهایمر یک بانکدار یهودی و یهودی دربار است که به کارل الکساندر وامهای بزرگ می‌دهد. در برابر این وامها او تجارت را در ورتمبرگ تحت تسلط خود درآورده و مالیات زیادی وضع می‌کند. کارل الکساندر به ناگهانی می‌میرد و بعد از مرگ او اوپنهایمر دستگیر شده و اعدام می‌شود. با اینکه فیلم ادعا می‌کند که تمامی آن بر پایه واقعیت است بسیاری مسائل مطرح شده در فیلم در رابطه واقعی اوپنهایمر و کارل الکساندر اتفاق نیفتاده است.

### قالبهای یهودستیزانه
این فیلم یهودیان را به صورت افرادی مادیگرا، بی‌اخلاق، کلاهبردار، غیرقابل اعتماد و دارای ایراد فیزیکی نشان می‌دهد. یهودیان به صورت کاپیتالیست و همچنین فقیر و کثیف نشان داده می‌شوند. زوس به صورت فردی با بینی بزرگ، ریش بلند و صدایی تأثیرگذار تصویر شده‌است.
شخصیت زوس بر اساس قالب رباخوار یهودی است. در صحنه اول او دارای طلا و جواهر زیادی است و در صحنه بعد او به دختری آلمانی می‌گوید که خانه او تمامی دنیا است (نازیها اعتقاد داشتند که یهودیان گروهی بین‌المللی با برنامه تصرف دنیا هستند). شخصیت یهودی در داستان از غیریهودیان (جنتیلها) متنفر است و قصد انتقام از آنان دارد. در فیلم همچنین بر این قالب تأکید شده‌است که اگر یهودیان در موقعیت قدرت قرار گیرند آن را فاسد کرده و از آن برای نابود کردن بقیه و کمک به همدینان خود استفاده خواهند کرد.

### یهودی مخفی
قالب دیگر یهودستیزانه در این فیلم مخفی کردن یهودی بودن زوس توسط وی است. در این قالب بر این مسئله تأکید می‌شود که یهودی با اینکه ظاهر مسیحی به خود بگیرد در نهایت باطن یهودی خود را تغییر نداده‌است و به دنبال اهداف بقیه یهودیان است. زوس ابتدا در لباس مخصوص یهودی به همراه ریش بلند و موهای فرفری نمایش داده می‌شود. در صحنه بعد او خود را به صورت یک اشراف‌زاده آلمانی درآورده و ظاهری مانند بقیه آلمانیها دارد. فیلم تلاش به تأکید بر این مسئله می‌کند که یهودیت بر اساس نژاد بوده و ظاهر مسیحی اوپنهایمر تأثیری بر برنامه واقعی او ندارد.
هارلان کارگردان فیلم در مصاحبه‌ای در مورد فیلم در زمان پخش آن گفته بود: «در میانه فیلم ما فستیوال پوریم یهودیان را نشان می‌دهیم که یهودیان انتقام خود را از گوئیم (جنتیلها)، ما مسیحیان جشن می‌گیرند. در این صحنه من یهودیت واقعی را نشان می‌دهم که امروزه در لهستان فعال است. در برابر یهودیت واقعی، ما شخصیت زوس را نشان می‌دهیم که وزیر اقتصاد دربار است و بسیار باهوش بوده و یک یهودی مخفی است.»